# Пінконнінг (Мічиган)
Пінконнінг (англ. Pinconning) — місто (англ. city) в США, в окрузі Бей штату Мічиган. Населення — 1204 особи (2020).

## Географія
Пінконнінг розташований за координатами 43°51′25″ пн. ш. 83°57′53″ зх. д. / 43.85694° пн. ш. 83.96472° зх. д. (43.856967, -83.964746).  За даними Бюро перепису населення США в 2010 році місто мало площу 2,21 км², з яких 2,21 км² — суходіл та 0,00 км² — водойми.

## Демографія
Згідно з переписом 2010 року, у місті мешкало 1307 осіб у 580 домогосподарствах у складі 324 родин. Густота населення становила 591 особа/км².  Було 637 помешкань (288/км²).
Расовий склад населення:
| - 96,5 % — білих - 0,7 % — чорних або афроамериканців - 0,3 % — азіатів - 0,2 % — корінних американців |

До двох чи більше рас належало 2,1 %. Частка іспаномовних становила 3,6 % від усіх жителів.
За віковим діапазоном населення розподілялося таким чином: 25,4 % — особи молодші 18 років, 58,5 % — особи у віці 18—64 років, 16,1 % — особи у віці 65 років та старші. Медіана віку мешканця становила 37,1 року. На 100 осіб жіночої статі у місті припадало 89,7 чоловіків;  на 100 жінок у віці від 18 років та старших — 86,1 чоловіків також старших 18 років.
Середній дохід на одне домашнє господарство  становив 41 179 доларів США (медіана — 29 960), а середній дохід на одну сім'ю — 51 260 доларів (медіана — 36 250). Медіана доходів становила 32 313 долари для чоловіків та 28 056 доларів для жінок. За межею бідності перебувало 22,5 % осіб, у тому числі 34,6 % дітей у віці до 18 років та 15,8 % осіб у віці 65 років та старших.
Цивільне працевлаштоване населення становило 522 особи. Основні галузі зайнятості: освіта, охорона здоров'я та соціальна допомога — 21,5 %, виробництво — 19,3 %, роздрібна торгівля — 18,6 %.